# Ludwig Christian Haeusser
Ludwig Christian Haeusser, také Häußer nebo Louis Haeusser (6. listopadu 1881, Bönnigheim – 9. června 1927, Berlín) byl potulný německý kazatel a jeden z nejznámějších představitelů tzv. Inflačních svatých ve Výmarské republice kolem roku 1920.

## Život
Haeusser se narodil v rodině pietistů ve Würtembersku. Rodiče nepřáli jeho intelektuálním zájmům a neumožnili mu studovat. Averze k otci byla důvodem pro jeho pozdější konflikty s autoritami.
Roku 1899 odešel z domova do Anglie a později do Paříže (1900). Zde získal značný majetek prodejem šampaňského, ke kterému patrně zfalšoval medaile a diplomy a byl vyšetřován policií. Proto později převedl své podnikání do dceřiné firmy v Lucernu. Roku 1905 se oženil s Gabrielle Marguerite Grange z Bordeaux, s věnem 100 000 franků, a roku 1909 se mu narodil syn Louis Gabriel Robert. Od roku 1913 žil ve Švýcarsku a živil se jako bookmaker nelegálních sázek na závodní koně ve Francii. V Německu byl na něj vydán zatykač, ale Švýcarsko ho odmítlo vydat. Po vypuknutí První světové války byla jeho aktiva ve Francii zabavena.
Už roku 1912 měl na služební cestě v hotelovém pokoji ve Frankfurtu nad Mohanem vidění, kterému původně nepřikládal význam. Až roku 1918, kdy definitivně skončilo jeho podnikání, opustil svou rodinu a odjel do za Gusto Gräserem do komuny vyznávající učení Lao-c’ a propagující alternativní životní styl (Lebensreform) v Monte Verità u Ascony. Zde se rozhodl stát potulným kazatelem a s batohem plným letáků se vydal na pěší pouť, ale roku 1919 byl v Curychu zatčen a deportován do Německa.
Kázal směs učení Tao, Nietzscheho koncepci „homo superior” (Übermensch), solipsismu Maxe Stirnera a rané křesťanské víry a stal se populárním a úchvatným řečníkem, kterého očekávaly sály nabité lidmi. Procházel městy v čele procesí v dlouhém černém kabátě, vysokých botách s vlajícími vlasy a plnovousem. Kolem něj se vytvořil okruh následovníků a „apoštolů”, který organizoval jeho vystoupení a tiskl plakáty. Patřilo k němu množství žen, které se chtěly očistit obcováním s prorokem. Z manželství s Olgou Lorenzen se mu narodila roku 1921 dcera. Hauserova popularita přiměla Waltera Gropiuse, aby ho pozval do Bauhausu ve Výmaru a uspořádal přednášku, které se zúčastnili tehdejší přední protagonisté moderního umění – Paul Klee, Vasilij Kandinskij, Oskar Schlemmer, Lyonel Feininger. Přestože vzbudil naději a víru ve smysl života u tisíců lidí, konzervativní kruhy, ale i mládežnické hnutí Wandervogel ho považovaly za šarlatána.
V roce 1922, kdy vypukla inflace, Haeusser sám sebe považoval za politickou sílu – „zachránce Německa”, „Diktátora Spojených evropských států” a „Světového prezidenta pravdy”. V listopadu 1922 spolu s mladým kapitánem Adolfem von Bothmerem založil pravo-levou „Křesťanskou lidovou radikální stranu” a hledal kontakty na extremisty, jako byli vůdce Freikorps Hermann Ehrhardt nebo radikální komunista Max Holz. Sám sebe označil za „Hakenkreuzlerkommunistu”. Založil noviny Haeusser, kterých vyšlo 257 čísel. Několikrát byl zkoumán jeho duševní stav ale byl shledán nadprůměrně inteligentním, s diagnózou psychopat a hypomaniak, nikoli šílenec. Přesto trávil více času v psychiatrických léčebnách než na svobodě, kde vedl permanentní spor se státní mocí, kterou veřejně urážel ve svých vystoupeních.

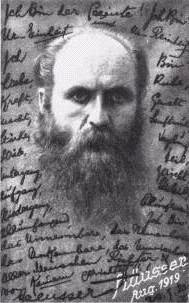
Ludwig Christian Haeusser

O Vánocích 1922 se zasnoubil s dcerou císařského viceadmirála a Bodmerovou švagrovou Hedwigou von Pohl, ale matka Hedwigu dala do psychiatrické léčebny, ve snaze uchránit ji před Haeusserovým vlivem. Haeusser byl umístěn na psychiatrii roku 1923 a poté byl odsouzen k pokutě 1 milionu (inflačních) marek a 21 měsíců vězení. Uvězněni byli i někteří jeho následovníci (Adele Juel a Olga Lorenzen). Ve vězení měl deprese a začal pochybovat o své misi. Roku 1924 založil stranu Haeusserbund jako následnici Křesťanské lidové radikální strany a kandidoval neúspěšně v parlamentních volbách, stejně jako o rok později, kdy podal kandidaturu na prezidenta, ale nominace byla prohlášena za neplatnou.
V červenci 1925 opustil vězení v Hamburku vážně nemocný a bez finančních prostředků. I s podlomeným zdravím až do roku 1926 pokračoval v přednáškách. Selhal jeho pokus založit komunu v blízkosti Berlína, roku 1927 byl hospitalizován a zemřel v nemocnici Neukölln ve věku 45 let.
Noviny Haeusser přestaly vycházet roku 1930, ale malá skupina jeho následovníků vydávala Haeusserovy texty vlastním nákladem knižně až do roku 1970.

### Díla vydaná posmrtně
- Der Übermensch von morgen. Heilbronn 1966
- Ich bin die Tat. Aus dem Nachlass des Kulturphilosophen. Heilbronn 1966
- Vom Sinn unseres Daseins: Brevier. Gedanken aus seinem Werk. Heilbronn 1966